# برزوفکا (شهرستان داولکانوفسکی، باشقیرستان)
برزوفکا (انگلیسی: Berezovka, Davlekanovsky District, Republic of Bashkortostan) یک شهرک در شهرستان داولکانوفسکی در استان باشقیرستان کشور روسیه است.